# مرحله مقدماتی جام ملت‌های اروپا ۲۰۱۶
مقدماتی جام ملت‌های اروپا ۲۰۱۶ مسابقات مقدماتی و انتخابی اروپا است. مسابقات از سپتامبر ۲۰۱۴ تا نوامبر ۲۰۱۵ برگزار شد تا ۲۳ تیم اروپایی به جام ملت‌های اروپا ۲۰۱۶ به میزبانی فرانسه راه پیدا کنن.

مسابقات مقدماتی با حضور ۵۳ تیم عضو یوفا برگزار شد. تیم ملی فوتبال جبل‌طارق هم برای اولین بار در این مسابقات حضور داشت.

## مقدماتی مرحله گروهی

### سید بندی
سید بندی در ۲۴ ژانویه ۲۰۱۴ اعلام شد. تیم‌هایی که درشت نوشته شدن به مرحله بعد راه پیدا کردن.
| تیم             | ضریب   | رتبه |
| --------------- | ------ | ---- |
| اسپانیا         | ۴۲٬۱۵۸ | ۱    |
| آلمان           | ۴۱٬۳۶۶ | ۲    |
| هلند            | ۳۸٬۵۴۱ | ۳    |
| ایتالیا         | ۳۵٬۳۴۳ | ۴    |
| انگلستان        | ۳۴٬۸۸۵ | ۵    |
| پرتغال          | ۳۴٬۳۱۴ | ۶    |
| یونان           | ۳۳٬۵۴۰ | ۷    |
| روسیه           | ۳۲٬۹۴۶ | ۸    |
| بوسنی و هرزگوین | ۳۱٬۴۱۶ | ۹    |

| تیم           | ضریب   | رتبه |
| ------------- | ------ | ---- |
| اوکراین       | ۳۱٬۱۵۶ | ۱۰   |
| کرواسی        | ۳۰٬۶۵۲ | ۱۲   |
| سوئد          | ۳۰٬۱۱۱ | ۱۳   |
| دانمارک       | ۲۹٬۶۶۰ | ۱۴   |
| سوئیس         | ۲۹٬۵۷۲ | ۱۵   |
| بلژیک         | ۲۸٬۷۳۲ | ۱۶   |
| چک            | ۲۸٬۲۳۴ | ۱۷   |
| مجارستان      | ۲۷٬۸۰۲ | ۱۸   |
| جمهوری ایرلند | ۲۶٬۷۳۳ | ۱۹   |

| تیم     | ضریب   | رتبه |
| ------- | ------ | ---- |
| صربستان | ۲۵٬۹۸۵ | ۲۰   |
| ترکیه   | ۲۵٬۹۵۵ | ۲۱   |
| اسلوونی | ۲۵٬۸۳۴ | ۲۲   |
| اسرائیل | ۲۵٬۴۴۲ | ۲۳   |
| نروژ    | ۲۵٬۳۴۱ | ۲۴   |
| اسلواکی | ۲۵٬۳۳۳ | ۲۵   |
| رومانی  | ۲۵٬۰۳۸ | ۲۶   |
| اتریش   | ۲۴٬۵۷۲ | ۲۷   |
| لهستان  | ۲۳٬۰۹۵ | ۲۸   |

| تیم       | ضریب   | رتبه |
| --------- | ------ | ---- |
| مونته‌نگرو | ۲۲٬۹۹۱ | ۲۹   |
| ارمنستان  | ۲۲٬۸۶۱ | ۳۰   |
| اسکاتلند  | ۲۲٬۲۳۴ | ۳۱   |
| فنلاند    | ۲۲٬۰۰۱ | ۳۲   |
| لتونی     | ۲۰٬۷۷۱ | ۳۳   |
| ولز       | ۲۰٬۵۵۱ | ۳۴   |
| بلغارستان | ۲۰٬۳۹۱ | ۳۵   |
| استونی    | ۱۹٬۹۸۸ | ۳۶   |
| بلاروس    | ۱۹٬۶۴۶ | ۳۷   |

| تیم           | ضریب   | رتبه |
| ------------- | ------ | ---- |
| ایسلند        | ۱۹٬۲۴۳ | ۳۸   |
| ایرلند شمالی  | ۱۹٬۲۰۱ | ۳۹   |
| آلبانی        | ۱۹٬۱۵۱ | ۴۰   |
| لیتوانی       | ۱۹٬۰۲۶ | ۴۱   |
| مولدووا       | ۱۸٬۳۰۱ | ۴۲   |
| مقدونیه شمالی | ۱۷٬۳۷۶ | ۴۳   |
| آذربایجان     | ۱۶٬۹۰۱ | ۴۴   |
| گرجستان       | ۱۶٬۷۶۶ | ۴۵   |
| قبرس          | ۱۴٬۲۳۵ | ۴۶   |

| تیم         | ضریب   | رتبه |
| ----------- | ------ | ---- |
| لوکزامبورگ  | ۱۴٬۰۵۰ | ۴۷   |
| قزاقستان    | ۱۳٬۹۶۱ | ۴۸   |
| لیختن‌اشتاین | ۱۲٬۲۲۰ | ۴۹   |
| جزایر فارو  | ۱۱٬۷۵۱ | ۵۰   |
| مالت        | ۱۰٬۷۴۰ | ۵۱   |
| آندورا      | ۸٬۵۶۰  | ۵۲   |
| سان مارینو  | ۷٬۴۲۰  | ۵۳   |
| جبل طارق    | ۰      | ۵۴   |

### گروه‌ها

#### گروه A
| رتبه | تیم و    | بازی | ب | م | با | گ‌ز | گ‌خ | ت‌گ  | امتیاز |
| ---- | -------- | ---- | - | - | -- | -- | -- | --- | ------ |
| ۱    | چک       | ۱۰   | ۷ | ۱ | ۲  | ۱۹ | ۱۴ | ۵+  | ۲۲     |
| ۲    | ایسلند   | ۱۰   | ۶ | ۲ | ۲  | ۱۷ | ۶  | ۱۱+ | ۲۰     |
| ۳    | ترکیه    | ۱۰   | ۵ | ۳ | ۲  | ۱۴ | ۹  | ۵+  | ۱۸     |
| ۴    | هلند     | ۱۰   | ۴ | ۱ | ۵  | ۱۷ | ۱۴ | ۳+  | ۱۳     |
| ۵    | قزاقستان | ۱۰   | ۱ | ۲ | ۷  | ۷  | ۱۸ | ۱۱- | ۵      |
| ۶    | لتونی    | ۱۰   | ۰ | ۵ | ۵  | ۶  | ۱۹ | ۱۳- | ۵      |

#### گروه B
| رتبه | تیم و           | بازی | ب | م | با | گ‌ز | گ‌خ | ت‌گ  | امتیاز |
| ---- | --------------- | ---- | - | - | -- | -- | -- | --- | ------ |
| ۱    | بلژیک           | ۱۰   | ۷ | ۲ | ۱  | ۲۴ | ۵  | ۱۹+ | ۲۳     |
| ۲    | ولز             | ۱۰   | ۶ | ۳ | ۱  | ۱۱ | ۴  | ۷+  | ۲۱     |
| ۳    | بوسنی و هرزگوین | ۱۰   | ۵ | ۲ | ۳  | ۱۷ | ۱۲ | ۵+  | ۱۷     |
| ۴    | اسرائیل         | ۱۰   | ۴ | ۱ | ۵  | ۱۶ | ۱۴ | ۲+  | ۱۳     |
| ۵    | قزاقستان        | ۱۰   | ۴ | ۰ | ۶  | ۱۶ | ۱۷ | ۱-  | ۱۲     |
| ۶    | لتونی           | ۱۰   | ۰ | ۰ | ۱۰ | ۴  | ۳۶ | ۳۲- | ۰      |

#### گروه C
| رتبه | تیم و         | بازی | ب | م | با | گ‌ز | گ‌خ | ت‌گ  | امتیاز |
| ---- | ------------- | ---- | - | - | -- | -- | -- | --- | ------ |
| ۱    | اسپانیا       | ۱۰   | ۹ | ۰ | ۱  | ۲۳ | ۳  | ۲۰+ | ۲۷     |
| ۲    | اسلواکی       | ۱۰   | ۷ | ۱ | ۲  | ۱۷ | ۸  | ۹+  | ۲۲     |
| ۳    | اوکراین       | ۱۰   | ۶ | ۱ | ۳  | ۱۴ | ۴  | ۱۰+ | ۱۹     |
| ۴    | بلاروس        | ۱۰   | ۳ | ۲ | ۵  | ۸  | ۱۴ | ۶-  | ۱۱     |
| ۵    | لوکزامبورگ    | ۱۰   | ۱ | ۱ | ۸  | ۶  | ۲۷ | ۱۱- | ۵      |
| ۶    | مقدونیه شمالی | ۱۰   | ۱ | ۱ | ۸  | ۶  | ۱۸ | ۱۳- | ۵      |

#### گروه D
| رتبه | تیم و         | بازی | ب | م | با | گ‌ز | گ‌خ | ت‌گ  | امتیاز |
| ---- | ------------- | ---- | - | - | -- | -- | -- | --- | ------ |
| ۱    | آلمان         | ۱۰   | ۷ | ۱ | ۲  | ۲۴ | ۹  | ۱۵+ | ۲۲     |
| ۲    | لهستان        | ۱۰   | ۶ | ۳ | ۱  | ۳۳ | ۱۰ | ۲۳+ | ۲۱     |
| ۳    | جمهوری ایرلند | ۱۰   | ۵ | ۳ | ۲  | ۱۹ | ۷  | ۱۲+ | ۱۸     |
| ۴    | اسکاتلند      | ۱۰   | ۴ | ۳ | ۳  | ۲۲ | ۱۲ | ۱۰+ | ۱۵     |
| ۵    | گرجستان       | ۱۰   | ۳ | ۰ | ۷  | ۱۰ | ۱۶ | ۶-  | ۹      |
| ۶    | جبل طارق      | ۱۰   | ۰ | ۰ | ۱۰ | ۲  | ۵۶ | ۵۴- | ۰      |

#### گروه E
| رتبه | تیم و      | بازی | ب  | م | با | گ‌ز | گ‌خ | ت‌گ  | امتیاز |
| ---- | ---------- | ---- | -- | - | -- | -- | -- | --- | ------ |
| ۱    | انگلستان   | ۱۰   | ۱۰ | ۰ | ۰  | ۳۱ | ۳  | ۲۸+ | ۳۰     |
| ۲    | سوئیس      | ۱۰   | ۷  | ۰ | ۳  | ۲۴ | ۸  | ۱۶+ | ۲۱     |
| ۳    | اسلوونی    | ۱۰   | ۵  | ۱ | ۴  | ۱۸ | ۱۱ | ۷+  | ۱۶     |
| ۴    | استونی     | ۱۰   | ۳  | ۱ | ۶  | ۴  | ۹  | ۵-  | ۱۰     |
| ۵    | لیتوانی    | ۱۰   | ۳  | ۱ | ۶  | ۷  | ۱۸ | ۱۱- | ۱۰     |
| ۶    | سان مارینو | ۱۰   | ۰  | ۱ | ۹  | ۱  | ۳۶ | ۳۵- | ۱      |

#### گروه F
| رتبه | تیم و        | بازی | ب | م | با | گ‌ز | گ‌خ | ت‌گ  | امتیاز |
| ---- | ------------ | ---- | - | - | -- | -- | -- | --- | ------ |
| ۱    | ایرلند شمالی | ۱۰   | ۶ | ۳ | ۱  | ۱۶ | ۸  | ۱۵+ | ۲۱     |
| ۲    | رومانی       | ۱۰   | ۵ | ۵ | ۰  | ۱۱ | ۲  | ۹+  | ۲۰     |
| ۳    | مجارستان     | ۱۰   | ۴ | ۴ | ۲  | ۱۱ | ۹  | ۱۲+ | ۱۶     |
| ۴    | فنلاند       | ۱۰   | ۳ | ۳ | ۴  | ۹  | ۱۰ | ۱-  | ۱۲     |
| ۵    | جزایر فارو   | ۱۰   | ۲ | ۰ | ۸  | ۶  | ۱۷ | ۱۱- | ۶      |
| ۶    | یونان        | ۱۰   | ۱ | ۳ | ۶  | ۷  | ۱۴ | ۷-  | ۶      |

#### گروه G
| رتبه | تیم و       | بازی | ب | م | با | گ‌ز | گ‌خ | ت‌گ  | امتیاز |
| ---- | ----------- | ---- | - | - | -- | -- | -- | --- | ------ |
| ۱    | اتریش       | ۱۰   | ۹ | ۱ | ۰  | ۲۲ | ۵  | ۱۷+ | ۲۸     |
| ۲    | روسیه       | ۱۰   | ۶ | ۲ | ۲  | ۲۱ | ۵  | ۱۶+ | ۲۰     |
| ۳    | سوئد        | ۱۰   | ۵ | ۳ | ۲  | ۱۵ | ۹  | ۶+  | ۱۸     |
| ۴    | مونته‌نگرو   | ۱۰   | ۳ | ۲ | ۵  | ۱۰ | ۱۳ | ۳-  | ۱۱     |
| ۵    | لیختن‌اشتاین | ۱۰   | ۱ | ۲ | ۱  | ۲  | ۲۶ | ۲۴- | ۵      |
| ۶    | مولدووا     | ۱۰   | ۰ | ۲ | ۸  | ۴  | ۱۶ | ۱۲- | ۲      |

#### گروه H
| رتبه | تیم و     | بازی | ب | م | با | گ‌ز | گ‌خ | ت‌گ  | امتیاز |
| ---- | --------- | ---- | - | - | -- | -- | -- | --- | ------ |
| ۱    | ایتالیا   | ۱۰   | ۷ | ۳ | ۰  | ۱۶ | ۷  | ۹+  | ۲۴     |
| ۲    | کرواسی    | ۱۰   | ۶ | ۳ | ۱  | ۲۰ | ۵  | ۱۵+ | ۲۱     |
| ۳    | نروژ      | ۱۰   | ۶ | ۱ | ۳  | ۱۳ | ۱۰ | ۳+  | ۱۹     |
| ۴    | بلغارستان | ۱۰   | ۳ | ۲ | ۵  | ۹  | ۱۲ | ۳-  | ۱۱     |
| ۵    | آذربایجان | ۱۰   | ۱ | ۳ | ۶  | ۷  | ۱۸ | ۱۱- | ۶      |
| ۶    | مالت      | ۱۰   | ۰ | ۲ | ۸  | ۳  | ۱۶ | ۱۳- | ۲      |

#### گروه I
| رتبه | تیم و    | بازی | ب | م | با | گ‌ز | گ‌خ | ت‌گ | امتیاز |
| ---- | -------- | ---- | - | - | -- | -- | -- | -- | ------ |
| ۱    | پرتغال   | ۸    | ۷ | ۰ | ۱  | ۱۱ | ۵  | ۶+ | ۲۱     |
| ۲    | آلبانی   | ۸    | ۴ | ۲ | ۲  | ۱۰ | ۵  | ۵+ | ۱۴     |
| ۳    | دانمارک  | ۸    | ۳ | ۳ | ۲  | ۸  | ۵  | ۳+ | ۱۲     |
| ۴    | صربستان  | ۸    | ۲ | ۱ | ۵  | ۸  | ۱۳ | ۵- | ۷      |
| ۵    | ارمنستان | ۸    | ۰ | ۲ | ۶  | ۵  | ۱۴ | ۹- | ۲      |

### بهترین جایگاه تیم سوم
| رتبه | گروه | تیم و           | بازی | ب | م | با | گ‌ز | گ‌خ | ت‌گ | امتیاز |
| ---- | ---- | --------------- | ---- | - | - | -- | -- | -- | -- | ------ |
| ۱    | A    | ترکیه           | ۸    | ۵ | ۱ | ۲  | ۱۲ | ۷  | ۵+ | ۱۶     |
| ۲    | F    | مجارستان        | ۸    | ۴ | ۳ | ۱  | ۸  | ۵  | ۳+ | ۱۵     |
| ۳    | C    | اوکراین         | ۸    | ۴ | ۱ | ۳  | ۱۱ | ۴  | ۷+ | ۱۳     |
| ۴    | H    | نروژ            | ۸    | ۴ | ۱ | ۳  | ۸  | ۱۰ | ۲- | ۱۳     |
| ۵    | I    | دانمارک         | ۸    | ۳ | ۳ | ۲  | ۸  | ۵  | ۳+ | ۱۲     |
| ۶    | G    | سوئد            | ۸    | ۳ | ۳ | ۲  | ۱۱ | ۹  | ۲+ | ۱۲     |
| ۷    | D    | جمهوری ایرلند   | ۸    | ۳ | ۳ | ۲  | ۸  | ۷  | ۱+ | ۱۲     |
| ۸    | B    | بوسنی و هرزگوین | ۸    | ۳ | ۲ | ۳  | ۱۱ | ۱۲ | ۱- | ۱۱     |
| ۹    | E    | اسلوونی         | ۸    | ۳ | ۱ | ۴  | ۱۰ | ۱۱ | ۱- | ۱۰     |

## پلی اف
| تیم             | ضریب   | رتبه |
| --------------- | ------ | ---- |
| بوسنی و هرزگوین | ۳۰٬۳۶۷ | ۱۳   |
| اوکراین         | ۳۰٬۳۱۳ | ۱۴   |
| سوئد            | ۲۹٬۰۲۸ | ۱۶   |
| مجارستان        | ۲۷٬۱۴۲ | ۲۰   |

| تیم           | ضریب   | رتبه |
| ------------- | ------ | ---- |
| دانمارک       | ۲۷٬۱۴۰ | ۲۱   |
| جمهوری ایرلند | ۲۶٬۹۰۲ | ۲۳   |
| نروژ          | ۲۶٬۴۳۹ | ۲۵   |
| اسلوونی       | ۲۵٬۴۴۱ | ۲۶   |

### مسابقه پلی اف
| تیم ۱           | نتیجه نهایی | تیم ۲         | بازی رفت | بازی برگشت |
| --------------- | ----------- | ------------- | -------- | ---------- |
| اوکراین         | ۳–۱         | اسلوونی       | ۲–۰      | ۱–۱        |
| سوئد            | ۴–۳         | دانمارک       | ۲–۱      | ۲–۲        |
| بوسنی و هرزگوین | ۱–۳         | جمهوری ایرلند | ۱–۱      | ۰–۲        |
| نروژ            | ۱–۳         | مجارستان      | ۰–۱      | ۱–۲        |

## گلزنان

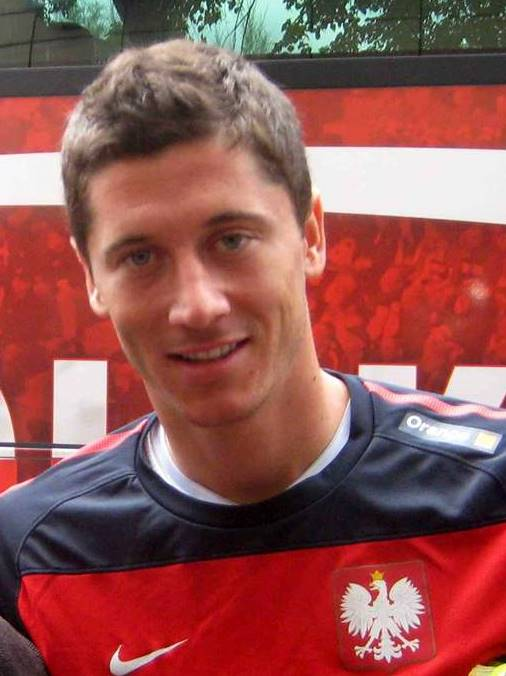
بهترین گلزن این دوره از مسابقات روبرت لواندوفسکی از لهستان بود.

۱۳ گل
- روبرت لواندوفسکی

۱۱ گل
- زلاتان ابراهیموویچ

۹ گل
- توماس مولر

۸ گل
- ادین ژکو
- آرتم جوبا

۷ گل
- مارک یانکو
- وین رونی
- کایل لافرتی
- Steven Fletcher
- گرت بیل

۶ گل
- ایوان پریشیچ
- دنی ولبک
- گیلفی سیگرسون
- آرکادیوش میلیک
- میلیوی نوواکوویچ
- آندری یارمولنکو